# Westland Formatie
De Westland Formatie (sic) is een geologische formatie (eenheid) die van 1975 tot 2003 als officieel werd beschouwd. In 2003 werd door TNO-NITG een andere lithostratigrafische indeling gemaakt, waarin deze formatie niet meer voorkomt. 
De Westland Formatie bestond uit de zogenaamde mariene en perimariene afzettingen die voorkomen in het westen en noorden van Nederland en afgezet zijn tijdens het Holoceen. 
De formatie bestond uit verschillende facies en lithologieën: 
- De klastische mariene afzettingen (Zeeklei, Zeeduinen) (de Afzettingen van Calais en Afzettingen van Duinkerke)
- Veen (Basisveen en Hollandveen)
- Rivierafzettingen met getijde-invloed (Afzettingen van Tiel en Afzettingen van Gorkum)

In 2003 werd de Westland Formatie vervangen door verschillende formaties. De belangrijkste verschillen zijn dat het veen en de klastische afzettingen gescheiden zijn, respectievelijk de Formatie van Nieuwkoop en de Formatie van Naaldwijk. 